# Regionalwahl in den Marken 1995
Die Regionalwahl in den Marken 1995 fand am 23. April statt; der Regionalrat und der Präsident der Region wurden gleichzeitig gewählt.

## Wahlergebnis
| Kandidaten                           | Kandidaten             | Stimmen | %    | Listen                             | Stimmen | %    | Mandate |
| ------------------------------------ | ---------------------- | ------- | ---- | ---------------------------------- | ------- | ---- | ------- |
|                                      | Vito D’Ambrosiogewählt | 486.631 | 51,6 | Partito Democratico della Sinistra | 283.429 | 33,6 | 12      |
| Partito della Rifondazione Comunista | Vito D’Ambrosiogewählt | 486.631 | 51,6 | 86.293                             | 10,2    | 3    |         |
| Patto dei Democratici                | Vito D’Ambrosiogewählt | 486.631 | 51,6 | 38.695                             | 4,6     | 1    |         |
| Federazione dei Verdi                | Vito D’Ambrosiogewählt | 486.631 | 51,6 | 24.632                             | 2,9     | 1    |         |
| Partito Repubblicano Italiano        | Vito D’Ambrosiogewählt | 486.631 | 51,6 | 16.866                             | 2,0     | 1    |         |
| Federazione Laburista                | Vito D’Ambrosiogewählt | 486.631 | 51,6 | 4.648                              | 0,6     | –    |         |
| Mandate der Listengruppe             | Vito D’Ambrosiogewählt | 486.631 | 51,6 | –                                  | –       | 8    |         |
| ↳ Gesamt                             | Vito D’Ambrosiogewählt | 486.631 | 51,6 | 454.563                            | 54,0    | 26   |         |
|                                      | Stefano Bastianoni     | 367.030 | 38,9 | Forza Italia – Il Polo Popolare    | 164.829 | 19,6 | 6       |
| Alleanza Nazionale                   | Stefano Bastianoni     | 367.030 | 38,9 | 129.220                            | 15,3    | 5    |         |
| Centro Cristiano Democratico         | Stefano Bastianoni     | 367.030 | 38,9 | 26.756                             | 3,2     | 1    |         |
| ↳ Gesamt                             | Stefano Bastianoni     | 367.030 | 38,9 | 320.805                            | 38,1    | 12   |         |
|                                      | Paolo Polenta          | 60.401  | 6,4  | Popolari                           | 51.057  | 6,1  | 2       |
|                                      | Achille Castignani     | 10.962  | 1,2  | Movimento Sociale Fiamma Tricolore | 4.397   | 0,5  | –       |
|                                      | Ruggero Morresi        | 10.224  | 1,1  | Lista Pannella – Riformatori       | 7.344   | 0,9  | –       |
|                                      | Luca Rodolfo Paolini   | 8.525   | 0,9  | Lega Nord                          | 4.252   | 0,5  | –       |
| Gesamt                               | Gesamt                 | 943.773 | 100  |                                    | 842.418 | 100  | 40      |